# Piotr II Oldenburg
Nikolaus Friedrich Peter (ur. 8 lipca 1827 w Oldenburgu, zm. 13 czerwca 1900 w Rastede) – wielki książę Oldenburga; pruski generał kawalerii oraz hanowerski generał piechoty. W chwili kiedy został monarchą Wielkie Księstwo Oldenburga było członkiem Związku Niemieckiego (będącego luźną konfederacją państw). Podczas jego panowania stało się częścią Związku Północnoniemieckiego (będącego od 1 lipca 1867 właściwie państwem związkowym), a następnie Cesarstwa Niemieckiego.
Był synem wielkiego księcia Oldenburga Augusta i jego drugiej żony księżnej Idy (zmarłej zanim jej mąż został monarchą). Piotr II na tron wstąpił po śmierci ojca 27 lutego 1853.
10 lutego 1852 w Hildburghausen poślubiła księżniczkę Saksonii-Altenburg Elżbietę. Para miała troje dzieci:
- Fryderyka Augusta II (1852–1931), ostatniego wielkiego księcia Oldenburga
- księcia Jerzego Ludwika (1855–1939)
- córkę (1857–1857)